# Dicranoplia demoflysi
Dicranoplia demoflysi är en skalbaggsart som beskrevs av Baraud 1989. Dicranoplia demoflysi ingår i släktet Dicranoplia och familjen Rutelidae. Inga underarter finns listade i Catalogue of Life.